# Лиелварде
Лиелварде (произношение) (на латвийски: Lielvārde) е град в централна Латвия, намиращ се в историческата област Видземе и в административен район Огре. Градът се намира на 52 km югоизточно от столицата Рига. Лиелварде е разположен на десния бряг на река Даугава.

## История
Територията на Лиелварде някога е служела като контактна зона между финските ливонци и балтийците, като от този период са открити множество артефакти, които освен, че разкриват как са живеели хората тогава, също така демонстрират и начин по който са контактували различните племена в този район. За първи път селището тук е споменато през 1201 година в „Хрониката на Хенрих от Ливония“, в която се описва как Алберт от Буксхуведен, който е третият по ред архиепископ на Рига, завладява балтийското укрепление Лененварден, разположено на хълма Диевукалнс, в близост до съвременния град Лиелварде. През 1229 тук е построен каменен замък, който е включен в Рижкия диоцез; останките от замъка все още могат да се видят в непосредствена близост до града.
Преди избухването на Великата северна война за известно време Лиелварде е част от шведската провинция Ливония, като по това време в града се открива първото обществено училище. По време на войната градът е застигнат от Голямата чумна епидемия от 1710, която убива около 70% от населението. След края на войната Лиелварде, както и цялата територия на съвременна Латвия става част от Руската империя, под чието управление остава чак до 1919. През 1861 е построена железопътната линия Рига-Даугавпилс, в която е включена и гара Лиелварде. Това спомага за бързото разрастване на населеното място, чието население осезаемо се увеличава, а икономическо състояние подобрява.
По време на Първата световна война Лиелварде е сринат с основите, а по-голямата част от населението загива. След края на войната по време на независимостта на Латвия в периода 1920 – 1940, градчето бързо се построява отново.
След окупацията на Латвия и включването ѝ в Съветския съюз, Едгарс Каулинш (1903 – 1979), местният секретар на Комунистическата партия, по време на насилствената колективизация успява да спаси всички фермери в района от депортация, съобщавайки на Секретариата, че в района няма кулаци и предпочита той самият да бъде депортиран. През 1948 Каулинш става председател на местния колхоз, носещ името „Лачплесис“ (Убиец на мечки), сега част от Лиелварде. Колхозът става известен с бирата си, която продължава да се произвежда от пивоварната АС Лачиплеса алус. През 1970 в Лиелварде е построена авиобаза, която е най-голямата в целия Балтийски район. През 1994 базата става част от Латвийските въздушни сили (ЛВС).
Лиелварде е известен като градът, който е вдъхновил известните латвийски поети Аусеклис и Андейс Пумпурс, който е автор на епоса „Lāčplēsis“ („Убиецът на мечки“), написан през 1888. Градът е известен и с традиционния си тъкан пояс, познат като Лиелвардес йоста (Lielvārdes josta), в който са втъкани 22 древни символа. Части от този пояс са включени в оригиналния дизайн на съвременните латвийски банкноти, а символиката на пояса е вдъхновение за множество хора на изкуството, както и за много националисти, особено за поддръжниците на появилото се неопаганистко движение Диевтуриба.